# Narcomeduses
Les narcomeduses (Narcomedusae) són un ordre d'hidrozous de la subclasse dels traquilins. Els membres d'aquest ordre normalment no tenen fase de pòlip. La medusa té una ombrel·la en forma de cúpula amb costats prims. Els tentacles s'uneixen per sobre del marge lobulat de l'ombrel·la i habitualment hi ha una bossa gàstirca sobre de cadascun. Els tentacles no tenen bulbs ni canasl radials.
Les narcomeduses poden presentar-se en gran nombre a la Mediterrània.

## Taxonomia

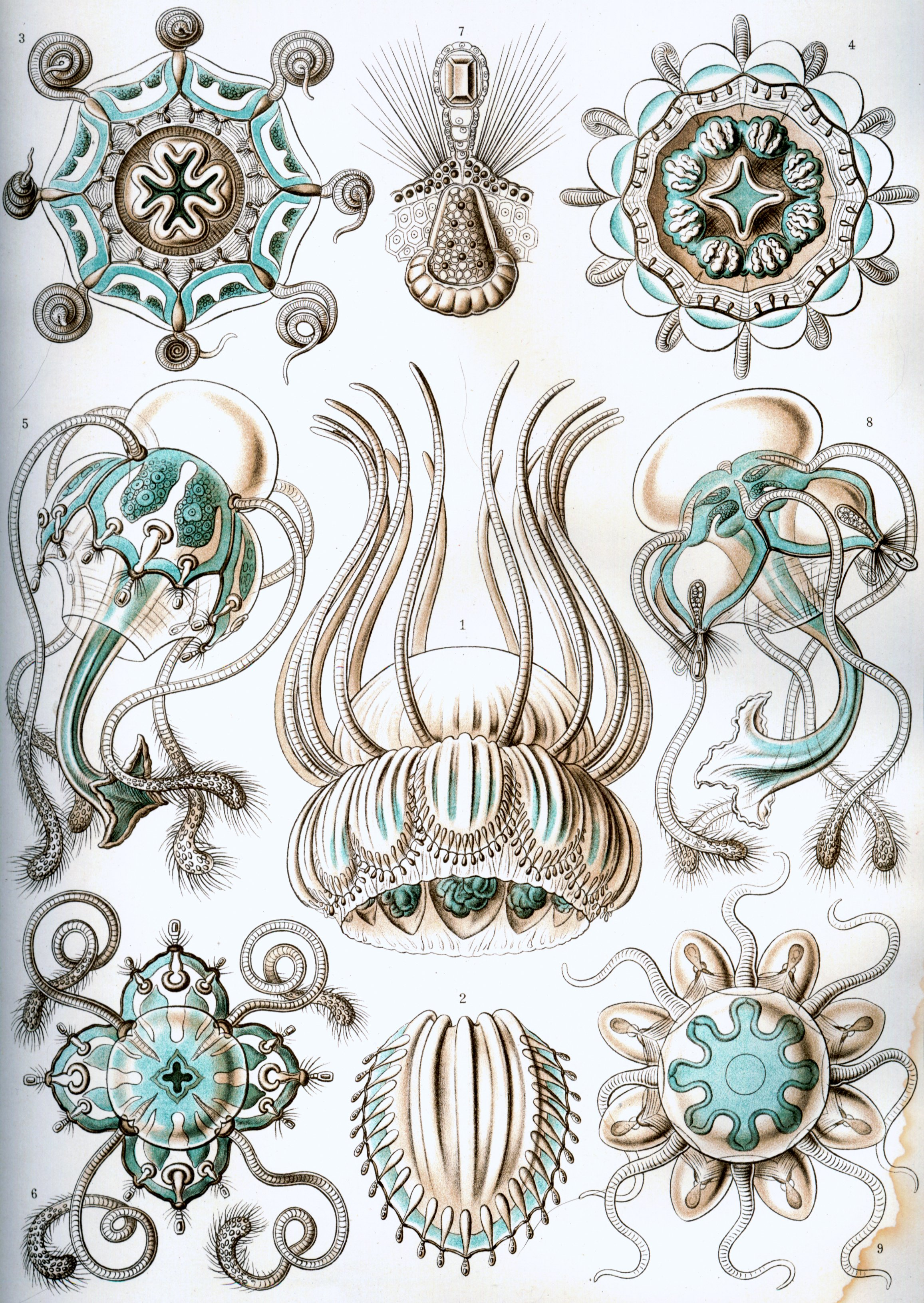
Narcomeduses de Haeckel

Les narcomeduses inclouen 42 espècies distribuïdes en les següents famílies (entre parèntesis el nombre d'espècies):
- Família Aeginidae Gegenbaur, 1857 (8)
- Família Csiromedusidae Gershwin & Zeidler, 2010 (1)
- Família Cuninidae Bigelow, 1913 (14)
- Família Pseudaeginidae Lindsay, Bentlage & Collins, 2017 (2)
- Família Solmarisidae Haeckel, 1879 (12)
- Família Solmundaeginidae Lindsay, Bentlage & Collins, 2017 (3)
- Família Tetraplatiidae Collins et al., 2008 (2)